# Burni Rusip
Burni Rusip är ett berg i Indonesien.   Det ligger i provinsen Sumatera Utara, i den västra delen av landet, 1 500 km nordväst om huvudstaden Jakarta. Toppen på Burni Rusip är 1 965 meter över havet, eller 124 meter över den omgivande terrängen. Bredden vid basen är 1,2 km.
Terrängen runt Burni Rusip är huvudsakligen kuperad.  Trakten runt Burni Rusip är nära nog obefolkad, med mindre än två invånare per kvadratkilometer. I omgivningarna runt Burni Rusip växer i huvudsak städsegrön lövskog.